# Église San Bartolomeo
San Bartolomeo est une église catholique de Venise, en Italie.

## Histoire

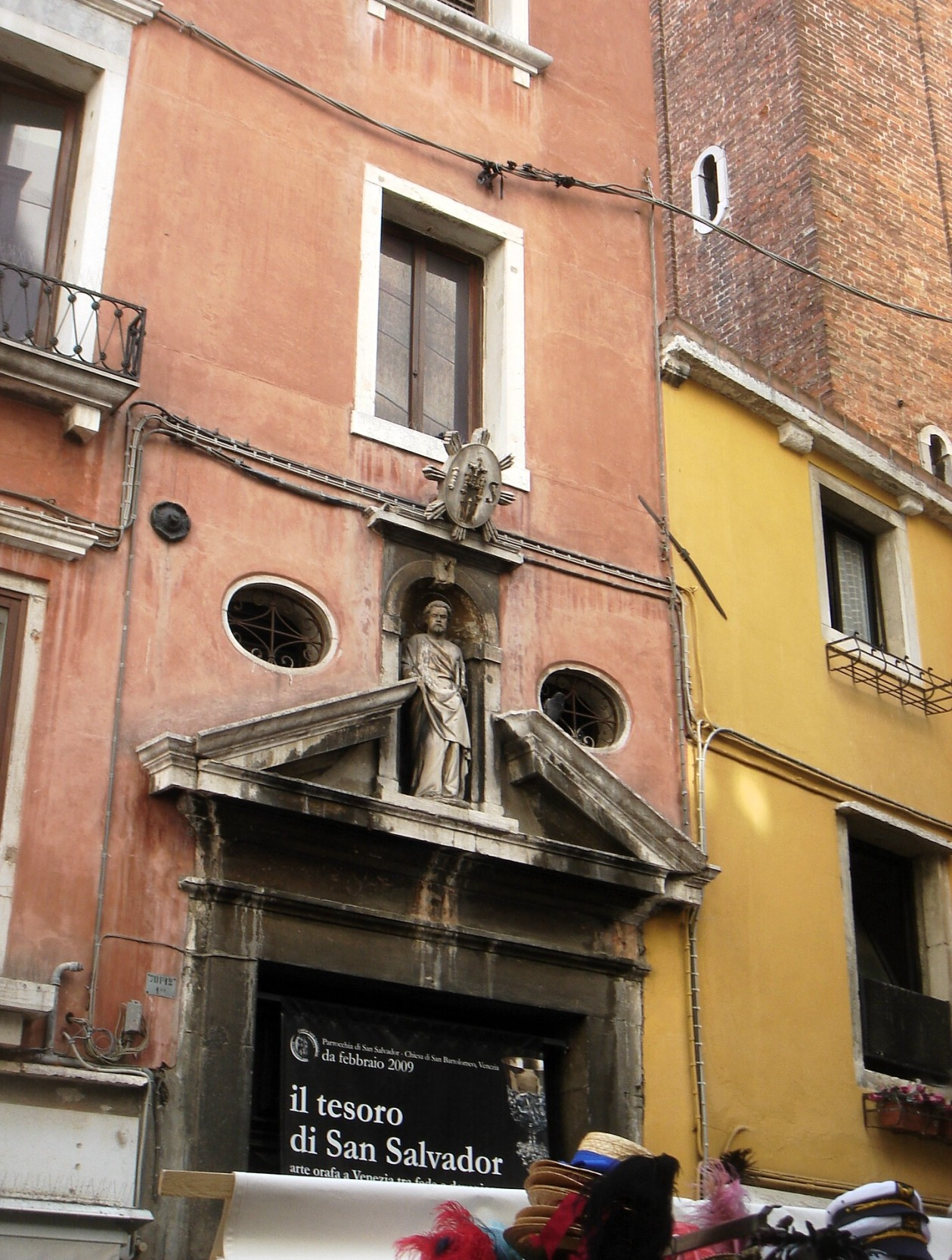
Portail latéral de l'église San Bartolomeo

Selon la tradition, en 840 une église existait déjà, dédiée à Saint Démétrios de Thessalonique. En 1170, on reconstruit l'édifice avec trois nefs et depuis lors elle fut dédiée à l'apôtre saint Barthélémy, et devint siège d'une paroisse. À la suite de la construction de l'actuel pont du Rialto et de la restructuration des bâtiments environnants, l'église fut rénovée progressivement jusqu'à atteindre l'aspect et les dimensions actuelles. L'agrandissement de 1723 fut suivi par l'érection du clocher, terminée en 1755 d'après l'œuvre de Giovanni Antonio Scalfarotto (en), ainsi que le remaniement du maître-autel et en 1775, la construction de l'orgue d'après Gaetano Callido. Finalement, le dôme à la base octogonale au croisement du transept fut réalisé au début du XIXe siècle. Depuis, l'église fut réduite au statut d'église vicariale et fut rattachée à la paroisse de San Salvador.

## Description
San Bartolomeo est située sur le campo San Bartolomeo dans le sestiere de San Marco, non loin du pont du Rialto et de l'église San Salvador. Malgré son volume non négligeable, San Bartolomeo n'est pas aisément perceptible de l'extérieur, coincée sur tous les côtés par des bâtiments : les seuls éléments visibles sont son portail latéral sur la salizada Pio X au pied du Rialto et son campanile.
L'édifice est en forme de croix latine et possède une nef, un transept et un dôme s'élevant à l'intersection de ceux-ci.
L'intérieur contient des œuvres de Sante Peranda, Palma le Jeune et Michelangelo Morlaiter, ainsi qu'un autel de Bernardino Maccaruzzi. Les Gallerie dell'Accademia sont dépositaire les portières d'orgue qui ont été déposées et retendue sur un nouveau support œuvres de Sebastiano del Piombo : Saint Louis de Toulouse, Sébald de Nuremberg et saint Barthélemy saint Sébastien.

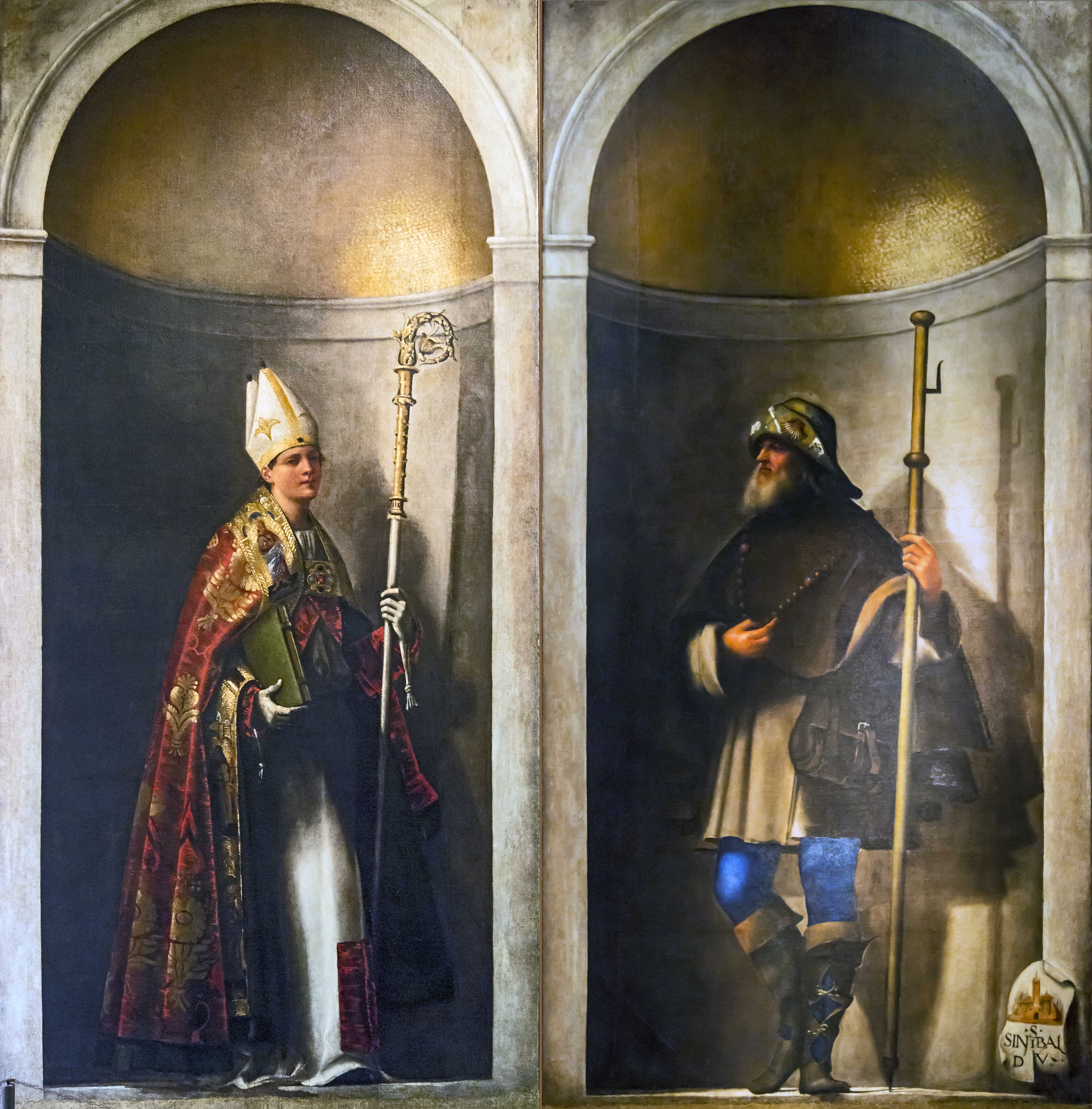
Portes ouvertes
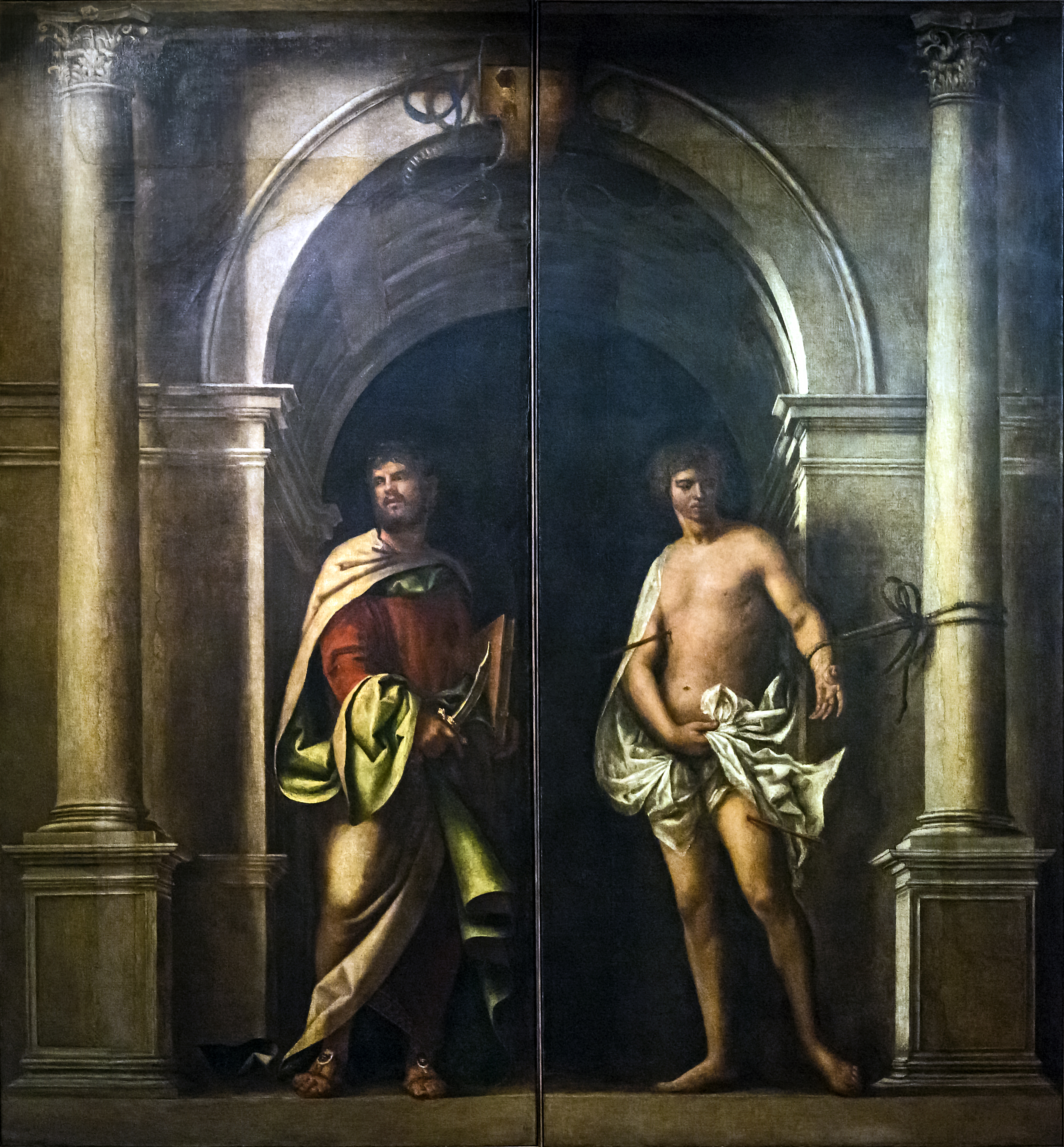
Portes fermées